# الغدرة (الضليعة)

تعديل مصدري - تعديل

الغدرة هي إحدى قرى عزلة الضليعة بمديرية الضليعة التابعة لمحافظة حضرموت، بلغ تعداد سكانها 32 نسمة حسب تعداد اليمن لعام 2004.